# オルタネイティング・ポゼション・ルール
オルタネイティング・ポゼション・ルール (Alternating possession rule) はバスケットボールのルールで、従来ジャンプボールで決めてきたボールの保持を、交互に (alternating) 保持 (posession) し合うようにしたルールである。
1ピリオドの最初のボール保持は従来通りジャンプボールで行われる。それ以降はヘルドボールなど、旧ルールではジャンプボールが適用されていた状況（ジャンプボールシチュエーション）で、両チームが交互にボールをプレイの起こった一番近いラインの外からボールを入れる（スローイン）。また、2ピリオド以降の各ピリオドの最初もその時にスローインする順番のチームが行う。これは通常のヴァイオレーションやファウルのスローインとは別に扱われる。順番はテーブルオフィシャル席におかれるポゼッションアロー（赤い矢印）で示される。プロバスケットボールリーグのNBAでは、このルールはなく、ジャンプボールシチュエーションの場合は、規定に従って、シュートクロックを修正した後、ジャンプボールとなる。